# 茹科沃农村居民点
茹科沃农村居民点（俄语：Жуковское сельское поселение）是俄罗斯联邦别尔哥罗德州阿列克谢耶夫卡区所属的一个农村居民点。其下辖有4个居民点，行政中心为茹科沃。据2016年统计，该农村居民点的人口为696人。